# Α-Pirolidynoizoheksanofenon
α-Pirolidynoizoheksanofenon, α-PiHP – organiczny związek chemiczny z klasy katynonów, pochodna pirolidynofenonu, stosowany jako substancja psychoaktywna. Występuje w postaci dwóch stereoizomerów.
Zażywany jest drogą pokarmową lub poprzez inhalację, w dawkach rzędu 2–50 mg. Objawy zażycia zaczynają być widoczne po ok. 1–2 minutach (przy wciąganiu do nosa i inhalacji) lub 30–60 minutach (przy podaniu doustnym), a utrzymywać się mogą do 12 godzin. Długi czas od zażycia do pojawienia się objawów może prowadzić do przedawkowania wskutek mylnego wrażenia, że substancja nie działa, i zażywania kolejnych dawek. Objawami zażycia są m.in. pobudzenie i poprawienie samopoczucia, ale także tachykardia, wazokonstrykcja czy paranoja. Działanie jest podobne do α-pirolidynopentiofenonu (α-PVP), jednak krótsze. Opisane zostały przypadki zatruć α-PiHP, w tym zgonów.
W grudniu 2016 roku został po raz pierwszy zgłoszony jako tzw. dopalacz do Europejskiego Centrum Monitorowania Narkotyków i Narkomanii przez Słowenię. W sprzedaży dostępny jest zazwyczaj w postaci proszku lub tabletek w kolorze białym, beżowym lub różowawym. W Polsce został wpisany na listę nowych substancji psychoaktywnych wraz z wprowadzeniem tego pojęcia do polskiego porządku prawnego w 2018 roku. W lipcu 2022 roku Główny Inspektor Sanitarny wydał ostrzeżenie publiczne w sprawie tej substancji, w którym wskazano, że „stwarza wysokie ryzyko przedawkowania i śmierci”.